# Alsomitra
Alsomitra (Latijn: 'bosjeshoofdtooi') is een klein geslacht van klimplanten in de komkommerfamilie (Cucurbitaceae). Soorten uit dit geslacht komen voor in Zuidoost-Azië, Australië en Zuid-Amerika.
Een relatief bekende soort is Alsomitra macrocarpa. De zaden van deze plant behoren tot de grootste gevleugelde zaden in het plantenrijk en vormden een inspiratiebron voor enkele vliegtuigontwerpers.

## Soortenselectie
- Alsomitra angulata
- Alsomitra angustipetala
- Alsomitra balansae
- Alsomitra beccariana
- Alsomitra brasiliensis
- Alsomitra capricornica
- Alsomitra macrocarpa

... · 
Alsomitra · 
Benincasa · 
Bryonia · 
Citrullus · 
Coccinia · 
Cucumis · 
Cucurbita · 
Ecballium · 
Gynostemma · 
Lagenaria · 
Luffa · 
Momordica · 
Sechium · 
Sicana · 
Trochomeria · 
Xerosicyos · 
Zehneria · 
...